# Bloodhound SSC
Bloodhound SSC (acrónimo en inglés para SuperSonic Car) es el segundo de los vehículos terrestres diseñado por el equipo SSC con el objetivo de establecer un nuevo récord de velocidad en tierra. Está aún en fase de prototipo y la primera maqueta a tamaño real fue presentada en julio de 2010.
Las pruebas en la pista hasta alcanzar 200 mph (322 kilómetros por hora) se realizaron los días 26, 28 y 30 de octubre de 2017 en Newquay, Cornualles. El Bloodhound SSC se probará en Hakskeen Pan, en el área de Mier del Cabo Norte (Sudáfrica), donde se ha despejado una pista de 12 mi (19,3 kilómetros) de longitud y 2 mi (3,2 kilómetros) de ancho.
En julio de 2016, se informó de que Andy Green pilotaría el Bloodhound e intentaría romper su propio récord mundial de velocidad terrestre. En mayo de 2018, el equipo anunció planes para realizar una carrera a 500 mph en 2019 y una carrera a 1000 mph en 2020.

## Características técnicas
- Motores:
  - Primario: Turbina EJ-200, la misma que utiliza el Eurofighter (10 toneladas de empuje)
  - Secundario: Cohete (12.5 toneladas de empuje).
- Potencia:
- Sin transmisión: ruedas libres
- Peso: 6 toneladas

## Récord de velocidad en tierra
El Bloodhound se empezó a desarrollar en el año 2007 financiado por diversas organizaciones, como la Universidad West England o la Universidad de Swansea, con el objetivo de romper el actual récord de velocidad en tierra que ostenta el Thrust SSC desde el 15 de octubre de 1997.
Según Jeremy Berlin (2009), el gobierno británico asignó 900 millones de libras a las universidades para impulsar este tipo de vehículo, que contará con una nueva forma de propulsión, como es la híbrida que se activa después del motor de reacción.